# Ants Väravas
Ants Väravas (* 10. Juni 1937 in Tallinn; † 20. August 2018) war ein estnischer Radrennfahrer, der in der Sowjetunion aktiv war.

## Sportliche Laufbahn
Väravas (in den zeitgenössischen Medien auch Ants Wjarawas) war im Straßenradsport aktiv. Er war mehrfacher Meister Estlands im Straßenradsport. Estland trug parallel zu den sowjetischen Meisterschaften eigene Titelkämpfe aus. 1958, 1959 und 1965 siegte er im Straßenrennen, 1961 und 1965 im Einzelzeitfahren. Insgesamt gewann er 26 estnische Titel in verschiedenen Disziplinen des Radsports. Dazu kamen weitere Podiumsplätze bei den Meisterschaftsrennen.
Den sowjetischen Titel holte er 1964 vor Gainan Saidchuschin. 1959 wurde er Vize-Meister hinter Wiktor Kapitonow und 1960 hinter Alexej Podjablonski. 1962 und 1963 gewann er die Rundfahrt durch die UdSSR, bei der zugleich der nationale Meister im Etappenfahren ermittelt wurde. 1960 holte er einen Etappensieg in der Polen-Rundfahrt und kam auf den 6. Rang der Gesamtwertung. 1959 bis 1961 und 1964 gewann er die Baltic-Tour, ein Etappenrennen für osteuropäische Radrennfahrer. In der Internationalen Friedensfahrt war er zweimal am Start. 1960 wurde er 15. und 1963 35. im Endklassement. Bei den Straßenradsport-Weltmeisterschaften wurde er 1964 mit Gennadi Lebedew, Anatoli Olisarenko und Alexei Petrow 9. im Mannschaftszeitfahren.

## Berufliches
Väravas arbeitete einige Jahre als Nationaltrainer der estnischen Straßenradsportnationalmannschaft und fungierte als Schiedsrichter bei Radsportveranstaltungen. Seit 2007 war Ants Väravas Ehrenmitglied des Estnischen Radsportverbandes.